# Strega Nocciola
Nocciola Vildibranda Crapomena, o semplicemente strega Nocciola (Witch Hazel e poi Wanda Witch) è un personaggio immaginario dei fumetti e dei cartoni animati della Disney ideato da Ralph Wright, per la regia di Jack Hannah, per il cartone animato La notte di Halloween (Trick or Treat) del 1952; l'adattamento a fumetti fu fatto da Carl Barks. È fra i pochi personaggi Disney ad avere cinque dita invece di quattro e l'alluce al posto dell'indice.

## L'esordio
Nella versione a cartoni animati del 1952, il personaggio ha folti capelli biondi arruffati – che si scopriranno poi essere una parrucca – e un grande naso rubicondo, e indossa una veste viola, con mantellina e cappello neri. Nocciola se la prende solo con Paperino, per aiutare Qui, Quo e Qua – gli unici che pur avendo capito che è una strega non si sono spaventati – ad avere i dolcetti dello zio e a vendicarsi degli scherzi di Paperino che vuole mangiarseli tutti. Dopo un ennesimo tentativo fallito di mettere nel sacco quest'ultimo – dovuto al fatto che il papero si è accorto dell'inganno perché l'ha udita mentre lo chiamava "pollastro" – Nocciola riesce ad aprire alla fine la porta della dispensa e a far felici i nipotini.
L'esordio nei fumetti avviene in contemporanea all'uscita del disegno animato, sul n. 26 dell'albo Donald Duck del 1952 e in Italia sul n. 56 del settimanale Topolino dello stesso anno con la storia di Carl Barks Paperino e le forze occulte (Trick or Treat), che altro non è se non l'adattamento a fumetti del cortometraggio; la traduzione a opera di Guido Martina ambienta la vicenda nel contesto della più familiare festività di Carnevale. Come nel cortometraggio, per terrorizzare Paperino Nocciola convoca diverse schiere di mostri, disegnati in maniera talmente grottesca da Barks che la Western Publishing decide di censurare alcune tavole della storia. Il personaggio viene caratterizzato con capelli molto chiari, quasi bianchi, una veste nera e un cappello a punta, e appare più alta che nella versione animata.

## Evoluzione del personaggio
Il personaggio, dopo l'esordio nel corto animato, è stato piuttosto trascurato dagli autori statunitensi, mentre in Italia gli autori Carlo Chendi e Luciano Bottaro la recuperano per la storia Paperino e l'aspirapolvere fatato (sugli Albi d'Oro del 1956), in cui il personaggio inizia ad addolcire il proprio carattere, e si confronta per la prima volta con Paperon de' Paperoni. Successivamente compare in Il Dottor Paperus, parodia del Faust di Goethe realizzata da Bottaro nel 1958, dove è ormai ritratta come una buffa strega goffa e impacciata, e complotta con il ben più perfido Mefistofele e uno stuolo di mostri per fare in modo che perduri la guerra tra la Masnada dei Bassotti e il regno di Paperone; tenta di neutralizzare il decrepito dottor Paperus (impegnato nella ricerca del siero di lunga pace) donandogli la giovinezza, ma la parodia termina con Mefistofele che precipita all'Inferno e Paperus che ritorna vecchio.  
Nel n. 236 di Topolino del 5 giugno 1960, con la storia Pippo e la fattucchiera, sempre Luciano Bottaro rappresenta una Nocciola particolarmente depressa per il fatto che nessun umano la prenda più sul serio come strega, né tantomeno abbia paura di lei; rincuorata dall'aver sentito la voce di un personaggio che sembrava tradire una fiducia nell'esistenza delle streghe, Nocciola scopre purtroppo che si tratta di Pippo, cocciuto e inamovibile per natura, e si inaugura così un fortunatissimo filone di storie che la vedrà tentare in tutti i modi (e mettendo a dura prova la sua stessa sanità mentale) di convincere Pippo dell'esistenza della magia. In questa storia, il "biglietto da visita" della strega svela che si è diplomata al sabba infernale del 999, e che risiede in via della Tregenda al n. 13; al termine della vicenda, Nocciola appare talmente sconvolta, dopo aver fatto la conoscenza di Pippo, che si reca dallo psicologo perché convinta ormai lei stessa che le streghe non esistano. 
Nella storia del 1963 Pippo e la fattucchiera appiedata di Carlo Chendi e Giovan Battista Carpi, Nocciola rivela il suo nome completo, come anche la data di nascita: l'817 a.C..
Il personaggio ha vissuto una nuova fortunata stagione negli Stati Uniti, dove prima Harvey Eisenberg la riprende per delle storie degli anni sessanta con Cip e Ciop, poi lo sceneggiatore Vic Lockman la ripropone in una serie di brevi storie, iniziando da Strega Nocciola e Belzebù – I trucchi di Halloween, disegnata da un Tony Strobl edita per la prima volta sul Walt Disney's Comics and Stories n. 291 del 1964. Sempre in questo periodo viene modificato il nome originale, Hazel Witch, in Wanda Witch, in quanto la Western deteneva i diritti di un personaggio omonimo (nota in Italia come Diega la strega) creata da Marjorie Henderson Buell per le avventure di Little Lulu. Soprattutto nelle storie americane, comunque, il personaggio interagisce anche con Maga Magò e con la strega Amelia, per collaborare con loro. Nella storia Pluto a cavallo di una scopa, su Topolino n. 508 del 1965, disegnata da Strobl, Pippo, incontrando la strega Nocciola, si spaventa e fugge via: in quel periodo le storie italiane di Bottaro non erano ancora conosciute in America.
Nel 2000 Bottaro scrive la continuazione de Il Dottor Paperus, ovvero Paperino e il seguito della storia; Mefistofele prova a far riprendere le ostilità con la complicità di Nocciola, ma alla fine tutti i suoi incantesimi falliscono e ritorna la pace; per punirla del suo fallimento, Mefistofele suggerisce a Satana di far sì che Nocciola passi l'eternità a cercare senza successo di convincere il menestrello Pippo e i suoi discendenti che lei è una strega; questo finale si riconnette alle avventure della strega ambientate ai giorni nostri, quando ha ormai raggiunto un'età plurimillenaria e si ritrova alle prese proprio con Pippo.

Sempre Bottaro scrive l'ideale battuta finale del lunghissimo confronto tra Pippo e Nocciola, nella storia del 2005 Pippo e la corona delle streghe; i due personaggi ormai sono diventati amici e, dopo l'ultima avventura, Pippo, intenerito, accetta di firmare alla "terribile" strega la dichiarazione in cui afferma di credere all'esistenza della magia; mentre Nocciola vola via felice a cavallo della fida scopa Belzebù, Pippo commenta tra sé e sé: 
(Pippo e la corona delle streghe, da Topolino (libretto) n. 2567)